# Franz Fazekas
Franz Fazekas (* 1956 in Leoben) ist ein österreichischer Neurologe und ehemaliger Vorstand der Universitätsklinik für Neurologie Graz (2008–2020).

## Laufbahn
Franz Fazekas war der Sohn des DDr. Franz Fazekas senior († 2012 mit 91 Jahren), studierte Medizin an der medizinischen Fakultät der Karl-Franzens-Universität Graz und promovierte 1980. Danach begann er seine Facharztausbildung an der damaligen Universitätsklinik für Neurologie und Psychiatrie des LKH-Universitätsklinikums Graz. 1985 wurde ihm ein Fulbright-Stipendium verliehen, er verbrachte einen zweijährigen Forschungsaufenthalt an der University of Pennsylvania in Philadelphia.
Fazekas schloss 1989 die Facharztausbildung für Neurologie und Psychiatrie ab. Im selbigen Jahr erreichte er die Habilitation für das Fach Neurologie. 1995 wurde er zum Stellvertreter des Leiters der Klinischen Abteilung für Allgemeine Neurologie der Universitätsklinik für Neurologie Graz ernannt. Im Jahr 2005 wurde als Professor und Leiter der Klinischen Abteilung für allgemeine Neurologie an der Universitätsklinik für Neurologie berufen, im Jahr 2008 wurde er Vorstand der Universitätsklinik für Neurologie Graz.
Fazekas war Präsident der Österreichischen Schlaganfall-Gesellschaft von 2004 bis 2006 sowie der Österreichischen Gesellschaft für Neurologie von 2006 bis 2008. 2018 wurde Fazekas zum Präsidenten der European Academy of Neurology gewählt, er hatte diese Funktion bis 2020 inne.

## Wissenschaftliche Schwerpunkte
Die wissenschaftlichen Schwerpunkte von Fazekas liegen insbesondere in der neurologischen bildgebenden Forschung mittels Magnetresonanztomographie, des Schlaganfalls, der Multiplen Sklerose sowie dementieller Erkrankungen. Fazekas war einer der ersten Beschreiber der white matter hyperintensities, hellen Flecken in der T2-gewichteten Magnetresonanztomographie bei Leukoaraiosis (Dichteminderungen der weißen Substanz des Gehirns). Er beschrieb eine Skala zur Einstufung dieser Veränderungen, welche seitdem als Fazekas-Skala in der Neurologie und Neuroradiologie weltweit Verwendung gefunden hat. Zudem ist Fazekas unter den ersten Wissenschaftlern, welche MRT-basierte Kriterien zur Diagnose der Multiplen Sklerose vorgebracht haben. Fazekas ist der Autor von mehr als 500 Fachartikeln in wissenschaftlichen Zeitschriften.